# Valmir Pontes Arantes
Valmir Pontes Arantes (sinh ngày 16 tháng 5 năm 1981) là một cầu thủ bóng đá người Brasil. Anh thi đấu cho SC Brühl.
Valmir được ký bởi FC Gossau vào tháng 1 năm 2007, và giành quyền thăng hạng 2007 tại Giải bóng đá hạng nhất quốc gia Thụy Sĩ.